# Anagyrus bohemanni
Anagyrus bohemanni är en stekelart som först beskrevs av John Obadiah Westwood 1837.  Anagyrus bohemanni ingår i släktet Anagyrus och familjen sköldlussteklar. Arten är reproducerande i Sverige. Inga underarter finns listade i Catalogue of Life.